# Таллинская ратуша
Та́ллинская ра́туша — здание городского управления средневекового Ревеля (c 1919 года — Таллин), расположена на Ратушной площади в центре Старого города. Наиболее сохранившееся здание средневековой ратуши в Северной Европе. В 2024 году таллинской ратуше исполнилось 620 лет.

## История

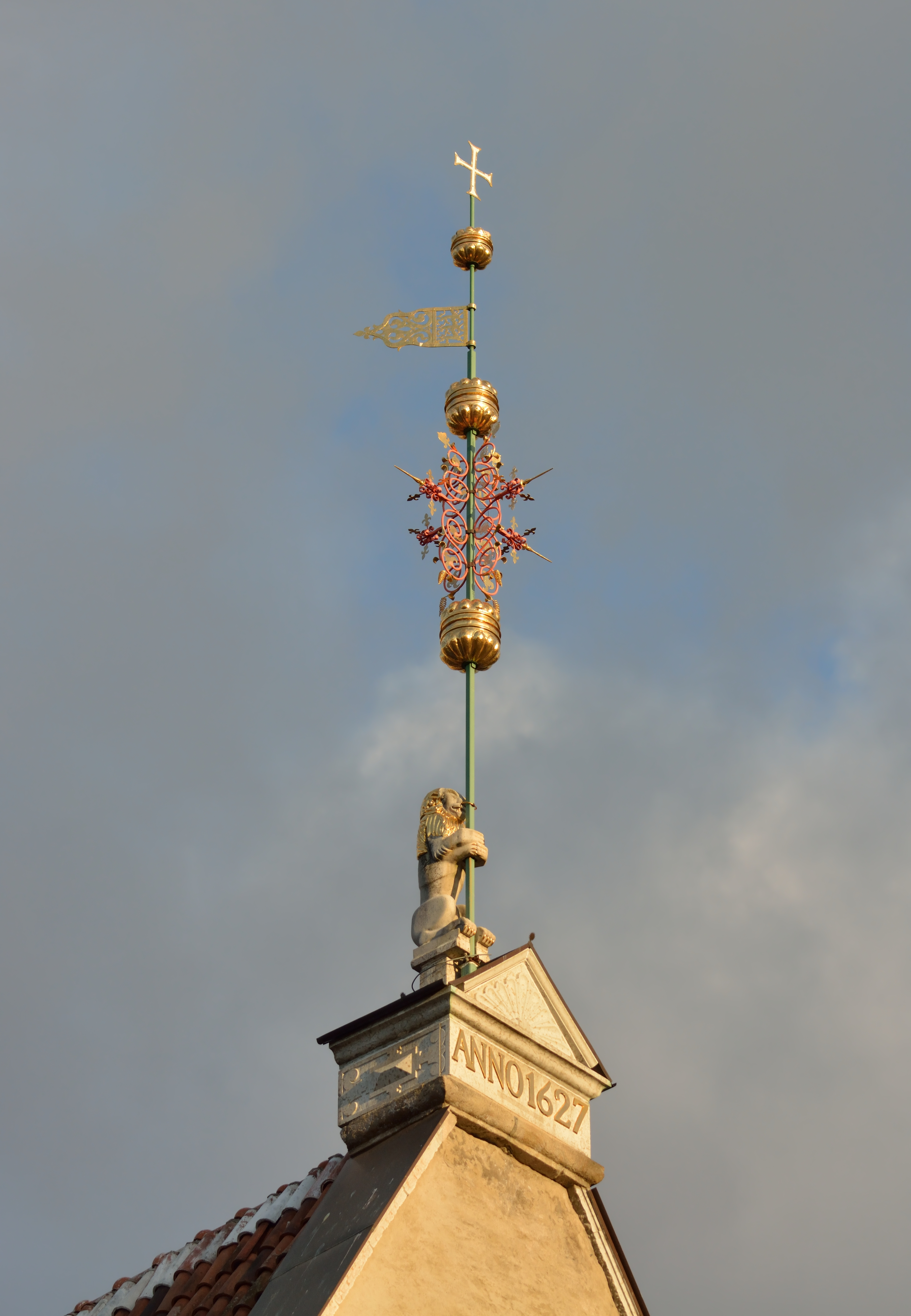
Флюгер Ратуши

Таллинская ратуша — единственная сохранившаяся в Северной Европе ратуша в готическом стиле.
В письменных источниках Ревельская ратуша упомянута впервые в 1322 году как консистория (consistorium). В то время это было одноэтажное строение из известняка. В конце XIV века, когда торговое значение Ревеля в Ганзейском союзе возросло, ратушу стали расширять. XV век стал временем наибольшего культурного и торгового расцвета Ревеля. При перестройке ратуши в 1402—1404 годах её расширили на аркаду, на втором этаже построили торжественные залы, и здание приобрело представительную башню. В таком виде ратуша соответствовала требованиям богатого ганзейского города и через столетия донесла до нас умение тогдашних местных каменотёсов и тонкий вкус прибывших с чужбины мастеров.
В 1530 году на башне ратуши установили флюгер, который горожане стали называть Старым Томасом. Городской страж Тоомас сторожит город уже почти 500 лет. Образцом высокого уровня кованых изделий ревельских мастеров являются водосливы в виде голов драконов. Они выполнены в 1627 году местным медных дел мастером Дэниэлем Пёппелем.
Городские власти работали в здании ратуши до 1970 года. Теперь она открыта для посетителей и используется для официальных встреч и проведения концертов.
Таллинская ратуша внесена в Государственный регистр памятников культуры Эстонии как архитектурный и исторический памятник. При инспектировании 15 февраля 2016 года её состояние было оценено как хорошее.

## Интерьеры

### Подвальный зал и торговый зал

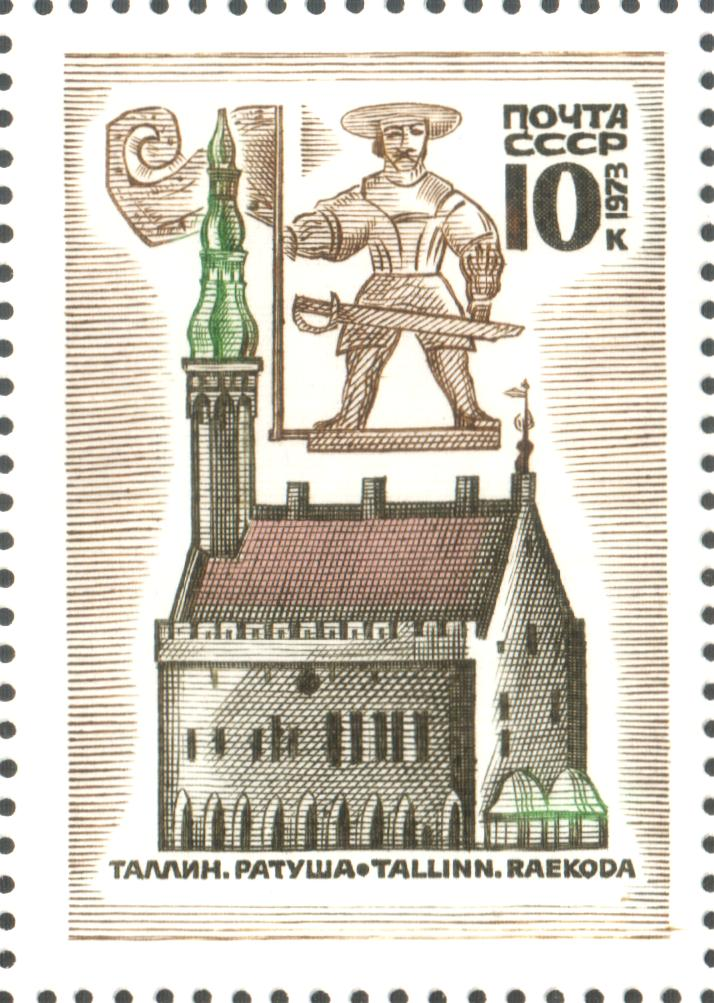
Почтовая марка СССР, 1973 год

Подвальный зал ратуши использовался в качестве винного погреба. Магистрат желал, чтобы продажа вина проходила под его строгим контролем и, в первую очередь, в винном погребе. Акциз на вино давал большой доход городской казне. В Средние века вино считалось ценным напитком, употреблявшимся только во время больших праздников или для церковных нужд. В подвальном зале находятся самые старые окна ратуши — эти архаичные окна можно узнать по ступенчатым подоконникам. В одном конце помещения сохранилось старинное каминное устье.
Помещение, находящееся над подвальным залом, торговый зал в старых учётных книгах также называли винным погребом, хотя его, очевидно, использовали и как место для складирования и представления более ценных товаров.
Самые роскошные помещения находятся на главном этаже ратуши. Это бюргерский зал, или вестибюль, и самое важное помещение ратуши — зал магистрата.

### Бюргерский зал

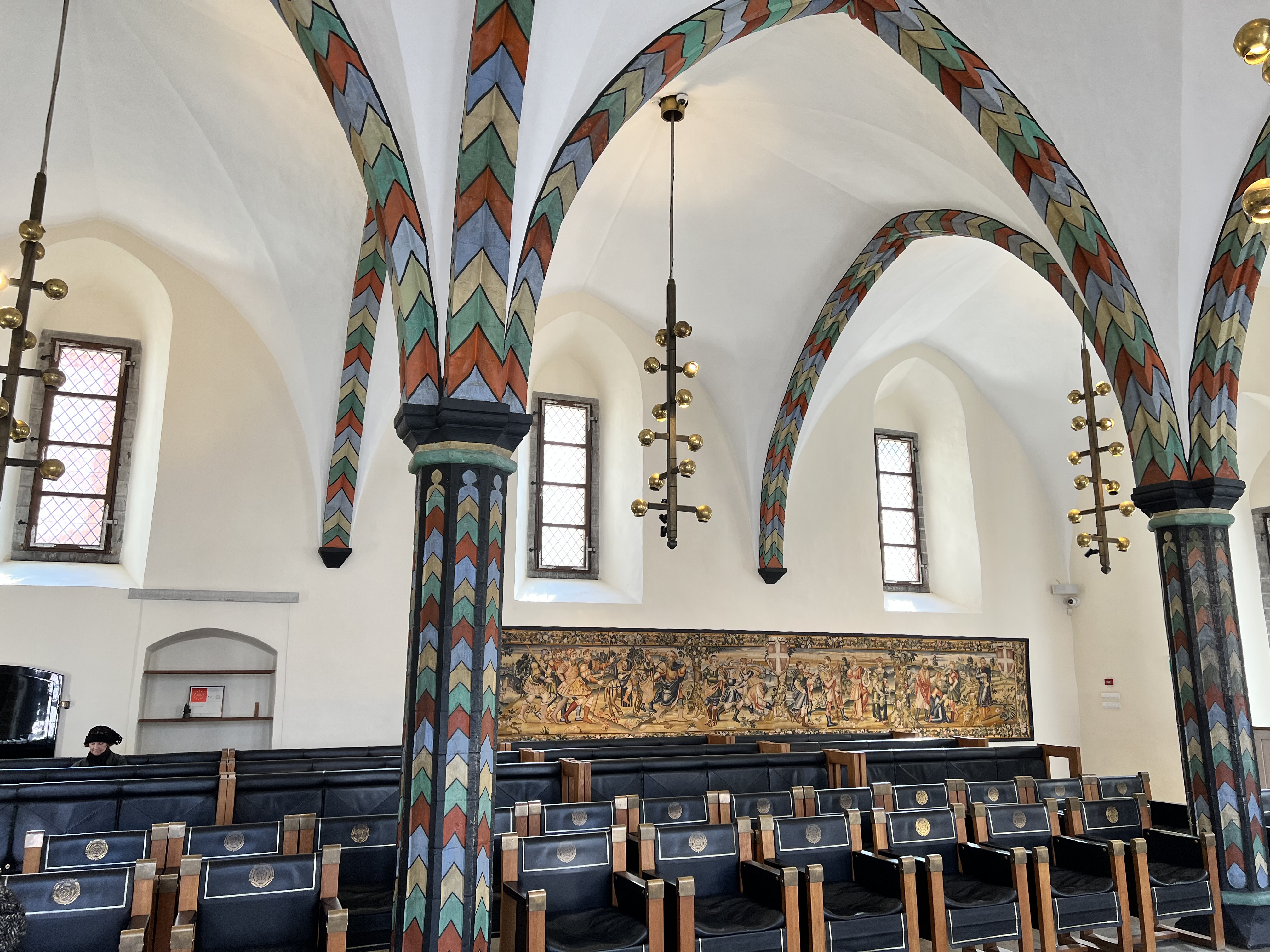
Бюргерский зал

Бюргерский зал, или вестибюль, служил в Средние века помещением для торжественных приёмов и праздников горожан. Здесь выступали также прибывшие в город странствующие музыканты и актёры.
Бюргерский зал характеризуется обилием света. Пилоны, несущие готический сводчатый зал, украшает богатый красками ёлочный узор. Оригинальная роспись пилонов видна на двух сторонах колонны со стороны главной лестницы. В зале внимание привлекают великолепные городские гербы и располагающаяся над дверью, ведущей в зал магистрата, надпись с напоминанием:
От лета господня 1651.
Ратман, кто бы ты ни был, входя в сей дом для исполнения твоего долга, оставь за порогом все личные треволнения: гнев, обиду, вражду, дружбу, лесть; себя самого и свои заботы посвяти обществу, ибо каков ты к другим — справедлив или несправедлив, таким ты предстанешь перед господним судом.

### Зал магистрата
Зал магистрата — самое главное помещение ратуши. Здесь собирался городской магистрат, или городская управа. Впервые упоминание о городском магистрате встречается в грамоте датского короля Эрика V от 15 мая 1248 года. В своих решениях Ревельский магистрат исходил из широко использовавшегося в ганзейских городах Любекского права. Магистрат решал все вопросы в Ревеле: от налогов до украшений и одежды, устанавливая, кто и что мог носить. В Средние века вознаграждение ратманам за работу не платили, поэтому членами магистрата могли быть только самые состоятельные купцы — члены Большой гильдии. В XV веке магистрат состоял из четырнадцати ратманов и четырёх бургомистров, или председателей магистрата.
Поскольку в границах города магистрату принадлежала и судебная власть, то зал магистрата использовался также в качестве зала суда. Это назначение подчёркивают красный цвет стен в зале и росписи с судебной тематикой.
В зале магистрата удивляет обилие символов. Самые важные произведения искусства в ратуше говорят о морали, справедливости, честности, мудрости и правосудии. Непосредственно с правосудием связаны шесть картин любекского художника Йоганна Акена на библейские темы, относящиеся к XVII веку.

### Кухня
На кухне готовили блюда для больших праздников. В кухонном углу находился большой опирающийся на каменный угловой столб обмурованный дымоход. Дымоход, снесённый в XIX веке, был реконструирован в 2004 году.
В кухонное оборудование входил также лаваторий — ниша для мытья рук с небольшим окном. Длинный жёлоб из природного камня открывался прямо на улицу. Воду ратуша получала из расположенного на рыночной площади колодца, дождевую воду также собирали в большие бочки.
В конце стены кухни находился туалет для ратманов. Средневековая туалетная система была единой по всему дому и относительно хорошо сохранилась до сих пор. При входе в башню обратите внимание на туалетную комнатку башенного сторожа.

### Казначейство
На каждого ратмана возлагались точно определённые обязанности, связанные с управлением одной из областей городской жизни. Ратманы, занимающиеся городским счетоводством и хозяйственными вопросами, работали в городском казначействе. Позднее это представительное помещение было превращено в кабинет мэра города.
Две из картин, находящихся в городском казначействе, являются подарками таллинской Ратуше. Это портрет шведской королевы Кристины в детстве и портрет Карла XI в молодости.
Другие картины, также изображающие коронованных лиц Европы, входят в собрание Братства черноголовых. В углу зала со стороны площади видна часть средневекового пола.

## Галерея

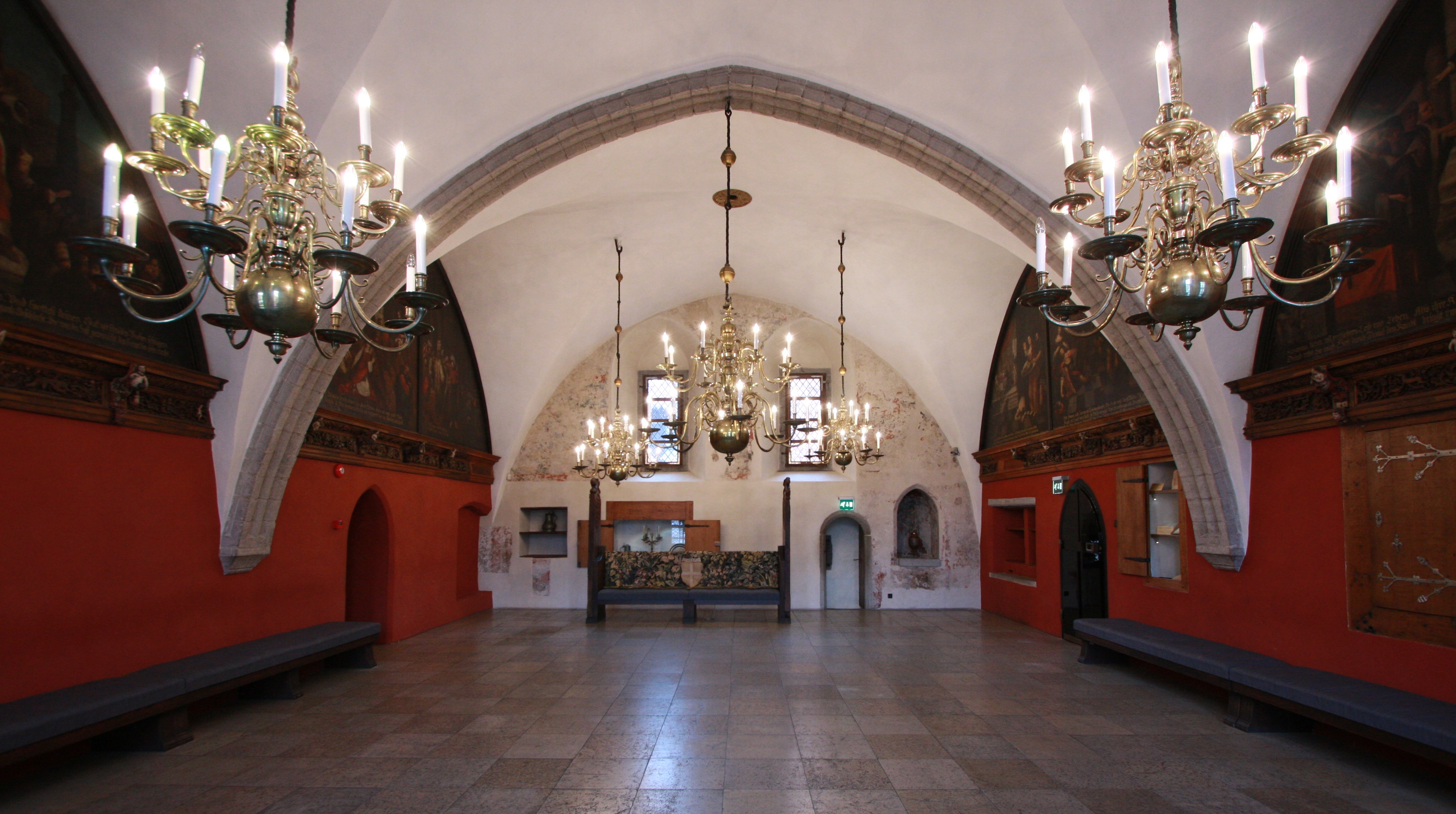
Зал магистрата
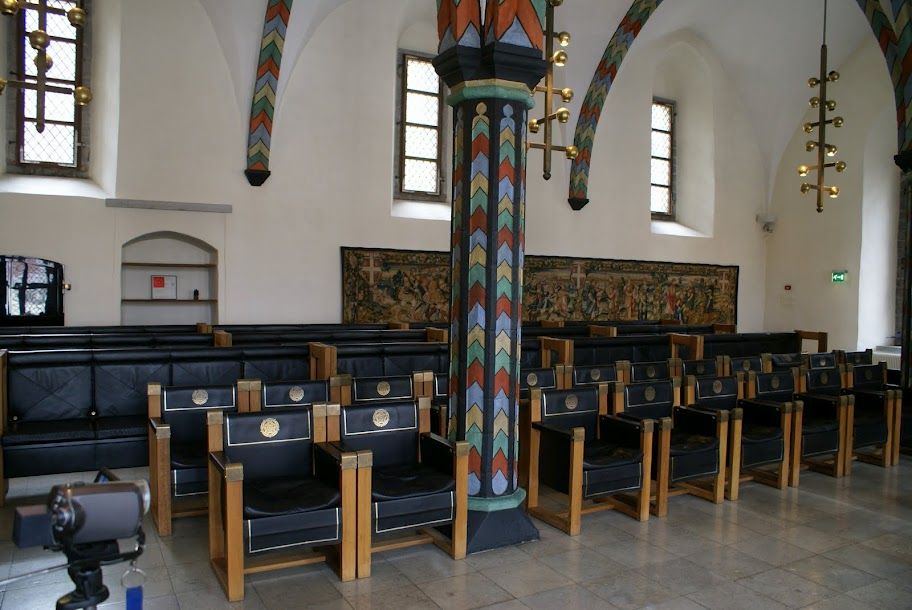
Бюргерский зал
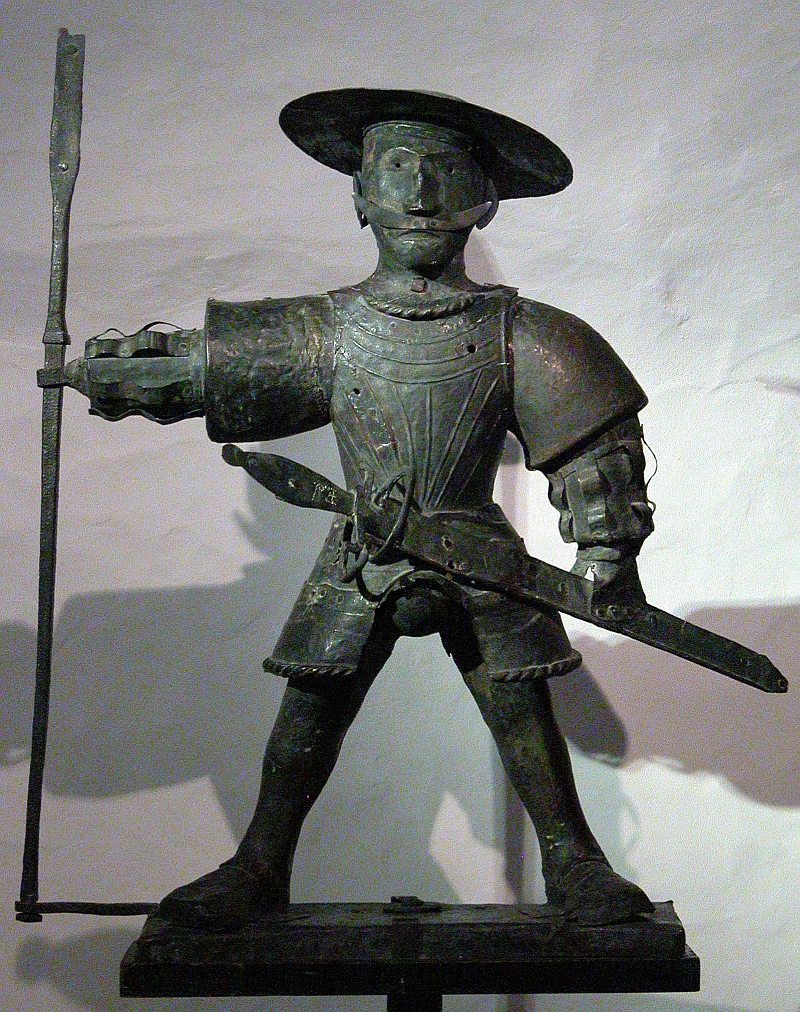
Оригинальный флюгер «Старый Томас», 1530 год. Хранится в музее
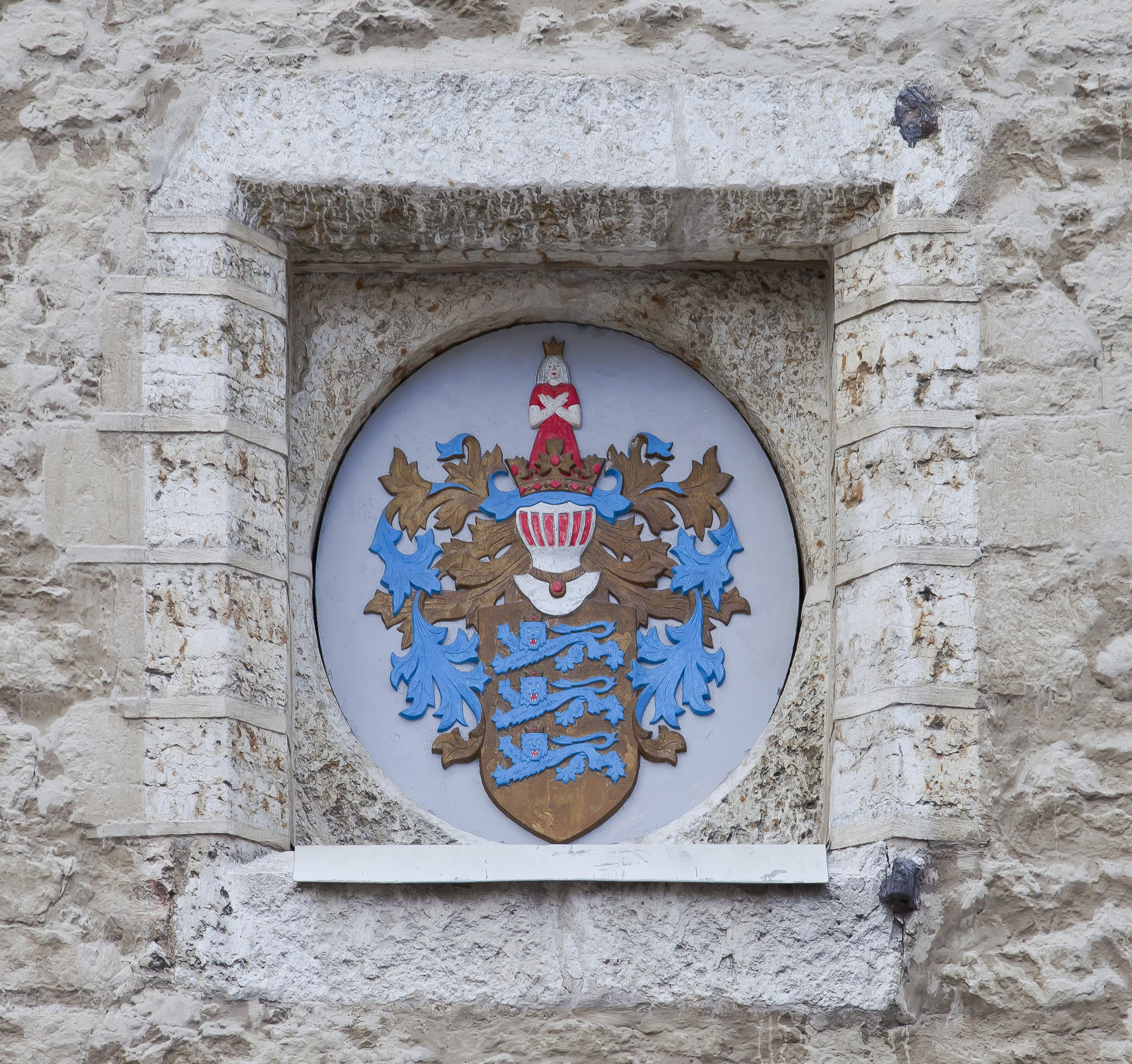
Большой герб Таллина в нише над главным порталом ратуши
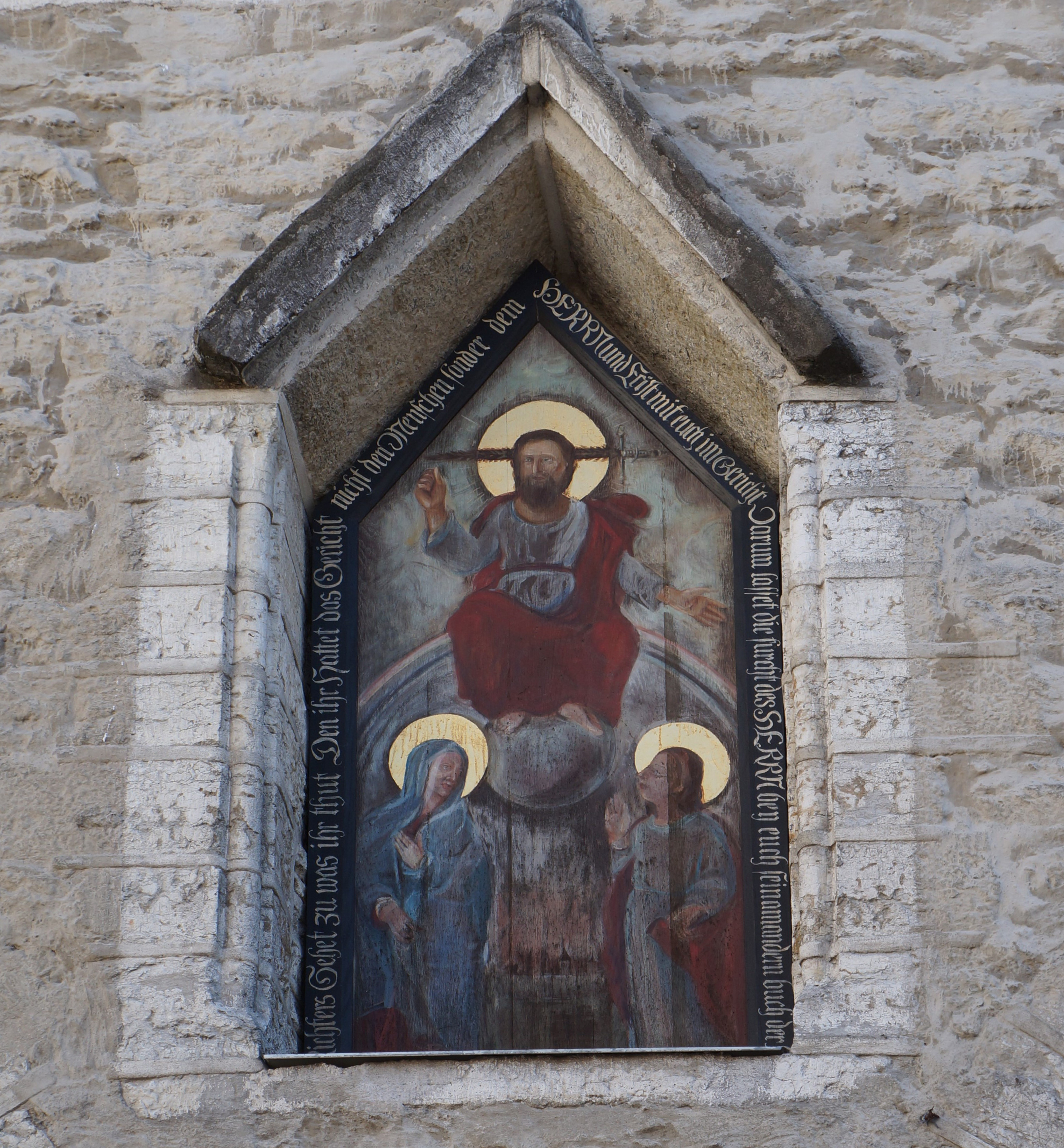
Картина «Судный день» (копия) в нише над пятым пилоном аркады ратуши
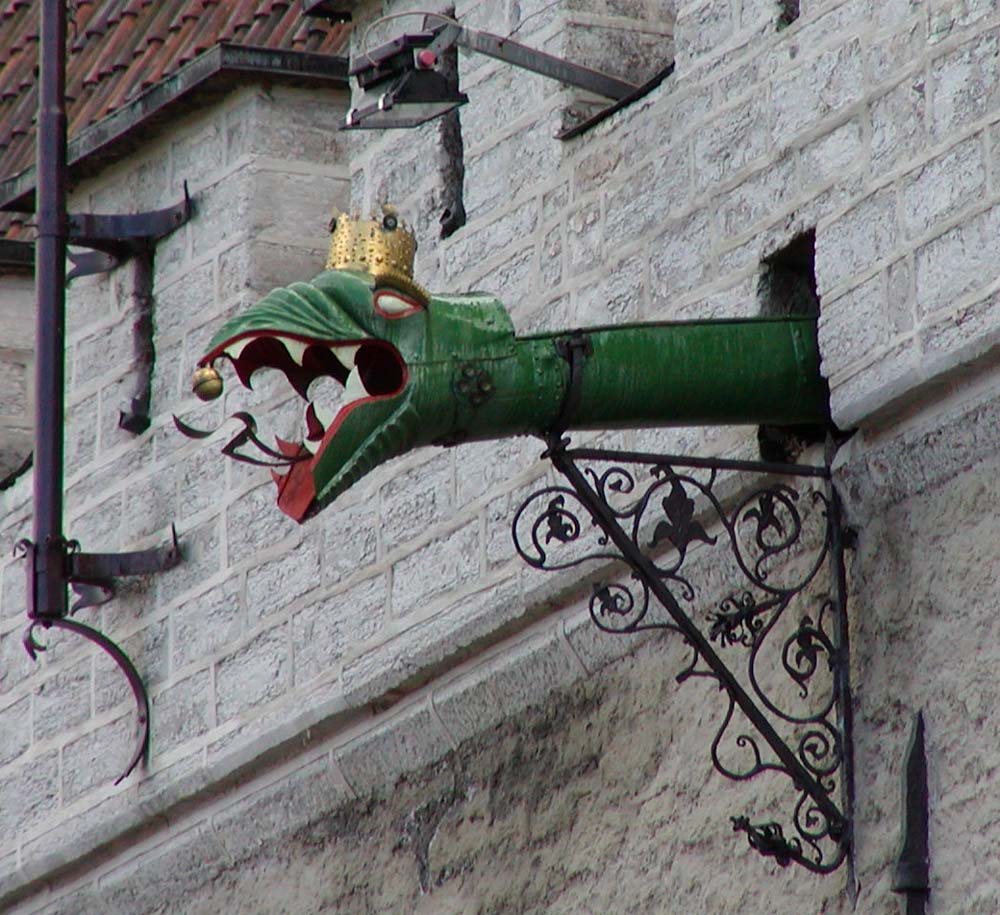
Один из водостоков в виде головы дракона